# Ronsense Bommelfeesten
De Ronsese Bommelfeesten zijn een jaarlijks volksfeest in de Belgische stad Ronse, in de Vlaamse Ardennen. Ronse is, samen met het naburige Zottegem, de enige plaats in België waar carnaval gevierd wordt in de eerste week van januari. Het is dus in wezen een wintercarnaval, dat drie dagen duurt.
In het eerste weekend na 6 januari is Ronse in handen van de zogenaamde Bommels en de vele verenigingen. De Bommels zijn dan drie dagen "baas" van de stad, en ontvangen de stadssleutels van de burgemeester.

## Geschiedenis
De Bommelfeesten zijn een variant van de fiertel. De term fiertel is een verbastering van het Latijnse ferebrum, wat reliekschrijn betekent. De fierteltraditie vindt haar oorsprong in religieuze processies, waarbij een schrijn van een lokale heilige voorop werd gedragen. De religieuze dimensie van de fiertel is nog zeer sterk in Ronse. Een feest in hetzelfde genre gebeurt in Eine, Volkegem, Mater, Leupegem, Welden en andere deelgemeenten van Oudenaarde waar men fiertels viert.
Het moderne concept van de Bommelfeesten ontsproot aan de Ronsische stadsbeiaardier Ephrem Delmotte, die in 1950 de zogenaamde Zote Mondaag stichtte. Op 9 januari van dat jaar reed de eerste Bonmonsstoet. De clowneske, folkloristische figuren die aan deze optocht deelnamen werden, in de tongval van Zuid-Oost-Vlaanderen, Bonmoss genoemd, wat later werd "gekuist" tot Bommels.
In 1951 werd voor het eerst een koning gekozen; sinds 1952 wordt elk jaar een koningspaar van de Bommels gekozen. Op 11 januari 1959 werd naar aanleiding van 10 jaar Zotte Maandagstoet een monument opgericht aan het station van Ronse. Het is een beeldje van de "Ronsese zot", ontworpen door Florent Devos.
In 1961 gingen de feesten niet door, omwille van sociale onrust in België en stakingen tegen de Eenheidswet. Sinds 1976 worden de namen van alle Bommelskoningen en -koninginnen sinds 1950 bijgehouden op de Zottenmuur in Ronse.

## Verloop
Op zaterdag paradeert een stoet met veel muziek en dans door de straten. Hiervoor worden speciale praalwagens en kostuums ontworpen. In de stoet lopen de bommelkoning en -koningin samen met de bommelverenigingen, die burleske namen dragen (Clubmannekes, Napouleongskies, etc.). Zaterdagavond vindt er een groot carnavalesk spektakel plaats, met dans en muziek aan het stadhuis en aan het einde van de avond een grootschalig vuurwerk op de Grote Markt. Men feest gewoonlijk door tot de ochtend.
Zondag zijn er ook veel feestelijkheden, maar deze dag is vooral voorbehouden aan de kleinsten: zij krijgen een sport- en spelnamiddag. Ook worden dan een Bommelprins en -prinses gekozen uit de deelnemende kinderen.
Maandag is de dag van de oudere generatie. Er worden optredens georganiseerd van Bekende Vlamingen en iedere Ronsische vijftigplusser krijgt een uitnodiging om naar deze feestelijkheden te komen.
Wanneer het Bommelslied — compositie van Delmotte — klinkt, op maandagavond, is het tijd voor de Bommelkoning en -koningin om de sleutel van de stad terug te overhandigen aan de burgemeester. Om 23 uur wordt een bommelpop van stro verbrand op de Grote Markt van Ronse.
De Bommelfeesten zijn een lokale publiekstrekker. Ze ontvangen steeds enige aandacht van de regionale pers.